# Denís Galimziánov
Denís Galimziánov (Ekaterimburgo, 7 de marzo de 1987) es un ciclista ruso.
Debutó como profesional en el año 2006 con el equipo ruso Premier. En 2009 fichó por el equipo ProTour ruso Katusha.
El 20 de diciembre de 2012 fue suspendido dos años por la Unión Ciclista Internacional tras haber dado positivo por EPO en un control fuera de competición.
Destacaba como esprínter.

## Palmarés
2006
- 1 etapa del Tour de Bulgaria
- 1 etapa del Way to Pekin

2007
- 1 etapa del Gran Premio de Sochi
- Mayor Cup
- 1 etapa de los Cinco Anillos de Moscú
- 2 etapas del Tour de Hainan

2008
- 1 etapa del Tour de Normandía
- Cinco Anillos de Moscú, más 4 etapas
- 1 etapa del Baltyk-Karkonosze-Tou
- 1 etapa del Gran Premio de Sochi

2011
- 1 etapa de los Tres Días de La Panne
- 1 etapa del Tour de Luxemburgo
- París-Bruselas
- 1 etapa del Tour de Pekín

2012
- 1 etapa del Circuito de la Sarthe

## Resultados en Grandes Vueltas y Campeonatos del Mundo
| Carrera         | Carrera         | 2006 | 2007 | 2008 | 2009 | 2010 | 2011  | 2012 |
| --------------- | --------------- | ---- | ---- | ---- | ---- | ---- | ----- | ---- |
|                 | Giro de Italia  | —    | —    | —    | —    | —    | —     | —    |
|                 | Tour de Francia | —    | —    | —    | —    | —    | F. c. | —    |
|                 | Vuelta a España | —    | —    | —    | —    | Ab.  | —     | —    |
| Mundial en Ruta | Mundial en Ruta | —    | —    | —    | —    | —    | 11.º  | —    |

―: no participa

Ab.: abandono

F. c.: descalificado por "fuera de control"

## Equipos
- Premier (2006-2007)
- Katyusha (2008)
- Katusha (2009-2012)